# Apollo van Belvedère
De Apollo van Belvedère (ook wel Apollo Belvedere genoemd) is een beroemd marmeren beeldhouwwerk uit de klassieke oudheid, dat in 1489 werd ontdekt. Tegenwoordig staat het beeld op een binnenhof in het Apostolisch Paleis van Vaticaanstad en is het onderdeel van de oudheidkundige verzameling van de Vaticaanse Musea. Het beeld is een Romeinse kopie van een Grieks bronzen origineel uit ca. 330–320 v.Chr., dat ontworpen werd door Leochares. Waarschijnlijk dateert de kopie uit de tijd van keizer Hadrianus (117-138).
Het 2,24 meter hoge beeld stelt de Griekse god Apollo voor, net nadat hij de chtonische draak Python met pijl en boog had neergeschoten. Het onderste deel van de rechterarm en de linkerhand ontbraken toen het werd ontdekt. Giovanni Angelo Montorsoli, een beeldhouwer en leerling van Michelangelo, heeft deze gerestaureerd.
Het beeld werd gevonden in de regio Anzio, die viel onder de jurisdictie van Giuliano della Rovere, de latere paus Julius II. Tijdens Napoleons Italiaanse Veldtocht werd het beeld, samen met andere kunstwerken, geroofd en meegenomen naar Parijs, waar het tot 1815 deel uitmaakte van de collectie van het Louvre. Na 1815 kwam het beeld weer terug in Vaticaanstad.

## Trivia
- De Apollo van Belvedère is afgebeeld op het logo van Apollo 17, de laatste maanlanding van het Apolloprogramma.

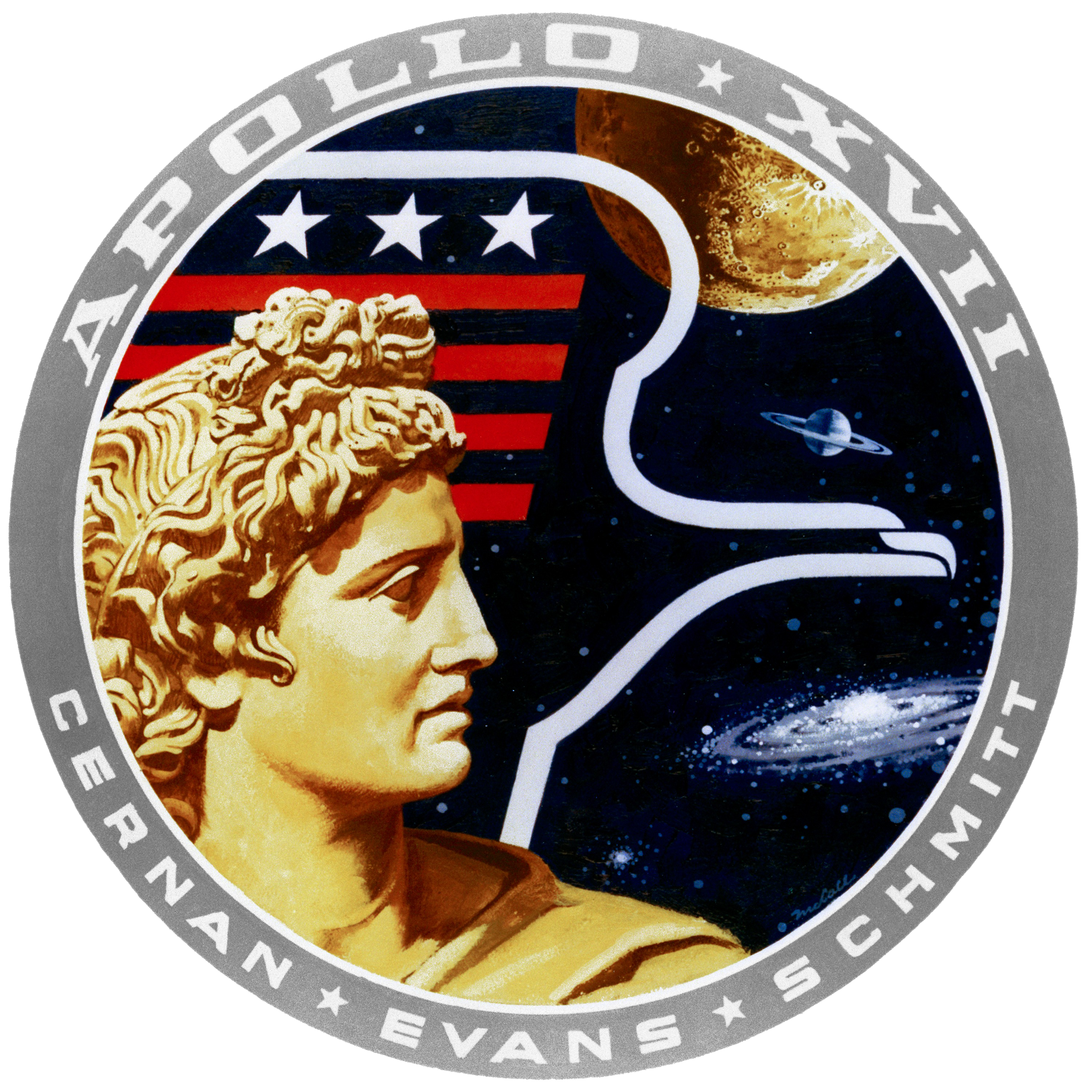
Logo van Apollo 17